# Joe Wicks
Joe Wicks es un personaje ficticio de la serie de televisión británica EastEnders, interpretado por el actor Paul Nicholls del 25 de marzo de 1996 hasta el 14 de noviembre de 1997.